# SS Kraków (1925)
SS Kraków – masowiec zbudowany w roku 1925 we francuskiej stoczni Chantiers Navals Français w Blainville-sur-Orne koło Caen. Bliźniaczymi statkami były SS "Wilno", SS "Katowice", SS "Poznań" oraz SS "Toruń". Statki te nazywane były, ze względu na pochodzenie, francuzami.

## Przed wojną
„Kraków” wszedł do Gdyni w styczniu 1927 roku. W uroczystości poświęcenia i podniesienia polskiej bandery uczestniczył ówczesny minister przemysłu i handlu, budowniczy portu w Gdyni Eugeniusz Kwiatkowski. Statek pływał głównie po Bałtyku i Morzu Północnym, ale był też pierwszym statkiem Polskiej Marynarki Handlowej, który w roku 1928 przeszedł przez Kanał Sueski na Morze Czerwone. Tam też, w porcie Dżidda, załadowano na pokład stado owiec − osobisty dar szejka Hidżazu dla Polski.
Na przełomie lat dwudziestych i trzydziestych XX wieku stał się – za sprawą drukowanej w odcinkach w tygodniku „Płomyczek” powieści – bardzo popularny wśród dzieci.

## W konwojach
W chwili wybuchu II wojny światowej znajdował się na Morzu Śródziemnym, gdzie wkrótce zaczął pływać we francuskich konwojach. Po upadku Francji w czerwcu 1940 roku odłączył się (pod pozorem konieczności uzupełnienia paliwa) od jednego z takich konwojów i zawinął do Gibraltaru, „gdzie dał się aresztować” Brytyjczykom.
Następne wojenne lata spędził w atlantyckich konwojach, a w 1944 brał udział w lądowaniu w Normandii.

## W PRL
21 września 1945 „Kraków”, jako pierwszy polski statek po wojnie, wszedł do zrujnowanego portu w Gdyni. Od roku 1951 pływał dla Polskiej Żeglugi Morskiej, a 1 stycznia 1959 został skasowany i przekazany Zarządowi Portu w Szczecinie jako pływający magazyn MP 1.
Ostatecznie w roku 1964 oddany został na złom.